# Gymnothorax marshallensis
Gymnothorax marshallensis és una espècie de peix de la família dels murènids i de l'ordre dels anguil·liformes.

## Morfologia
Els mascles poden assolir els 18 cm de longitud total.

## Distribució geogràfica
Es troba a les Illes Carolines, les Illes Mariannes i Nova Caledònia.